# Fibbetorpsskogen
Fibbetorpsskogen är ett kommunalt naturreservat i Nora kommun i Örebro län.
Området är naturskyddat sedan 1994 och är 35 hektar stort. Reservatet ligger väster om Nora och utgörs av en sluttning ned mot Åsbosjöns östra strand där även en del av sjön ingår. Reservatet består av en tätortsnära skog.